# أرشيبالد بيتر ماكناب
أرشيبالد بيتر ماكناب هو رائد أعمال وسياسي كندي، ولد في 29 مايو 1864 في كندا، وتوفي في 29 أبريل 1945 في ريجاينا في كندا. حزبياً، نشط في Saskatchewan Progress Party ‏. وقد انتخب الحاكم العام لمقاطعة ساسكاتشوان ‏ (1936 – 1945) وانتخب عضو المجلس التشريعي من ساسكاتشوان.